# Liste der Biografien/De L
Liste der Biografien |
Portal Biografien |
L Personensuche
# |
A |
B |
C |
D |
E |
F |
G |
H |
I |
J |
K |
L |
M |
N |
O |
P |
Q |
R |
S |
T |
U |
V |
W |
X |
Y |
Z |
?
 
Da |
Db |
Dc |
Dd |
De |
Dg |
Dh |
Di |
Dj |
Dk |
Dl |
Dm |
Dn |
Do |
Dq |
Dr |
Ds |
Du |
Dv |
Dw |
Dy |
Dz
 
De A |
De B |
De C |
De D |
De E |
De F |
De G |
De H |
De J |
De K |
De L |
De M |
De N |
De P |
De Q |
De R |
De S |
De T |
De V |
De W |
De Y |
De Z 

Dea |
Deb |
Dec |
Ded |
Dee |
Def |
Deg |
Deh |
Dei |
Dej |
Dek |
Del |
Dem |
Den |
Deo |
Dep |
Deq |
Der |
Des |
Det |
Deu |
Dev |
Dew |
Dex |
Dey |
Dez
Die Liste der Biografien führt alle Personen auf, die in der deutschsprachigen Wikipedia einen Artikel haben. Dieses ist eine Teilliste mit 175 Einträgen von Personen, deren Namen mit den Buchstaben „De L“ beginnt.

## De L

### De La
- De la Bandera, Manuel, mexikanischer Filmregisseur, Schauspieler, Filmproduzent und Drehbuchautor
- De La Beckwith, Byron (1920–2001), US-amerikanischer Fanatiker und Mörder
- De la Bédoyère, Guy (* 1957), englischer Historiker und Autor
- De la Bédoyère, Michael (1900–1973), englischer Journalist, Redakteur und Schriftsteller
- De la Bouillerie, Hubert C. (* 1951), US-amerikanischer Filmeditor und Filmregisseur
- de la Censerie, Louis (1838–1909), belgischer Architekt
- De la Cour, Ethel (1869–1957), schottisch-britische Schulleiterin
- De La Cruz, Monica (* 1974), US-amerikanische Politikerin der Republikanischen Partei
- De la Faille, Jean-Charles (1597–1652), Mathematiker
- De la Fontaine, Alphonse (1825–1896), luxemburgischer Forstingenieur und Zoologe
- De la Fontaine, Edmond (1823–1891), luxemburgischer Dichter
- De la Fontaine, Gaspard Théodore Ignace (1787–1871), luxemburgischer Politiker
- De la Fontaine, Léon (1819–1892), luxemburgischer Rechtsanwalt, Politiker und Botaniker
- De la Forest de Divonne, Emilio (1899–1961), italienischer Jurist, Politiker und Sportfunktionär
- de la Fuente, Fernando (* 1986), argentinischer Fußballspieler
- De la Fuente, Joel (* 1969), US-amerikanischer Schauspieler
- De La Fuente, Rocky (* 1954), mexikanisch-amerikanischer Geschäftsmann und Politiker
- de la Fuente, Ronald (* 1991), chilenischer Fußballspieler
- De la Gardie, Axel Julius († 1710), schwedischer Militär und Staatsmann
- De la Gardie, Catharina Charlotta († 1697), Ehefrau des venezianischen Generalissimus Otto Wilhelm Graf von Königsmarck
- De la Gardie, Catherine Charlotte (1723–1763), schwedische Gräfin und Hofdame
- De la Gardie, Ebba Margaretha (1704–1775), schwedische Gräfin
- De la Gardie, Hedvig Ulrika (1761–1832), schwedische Adlige und Hofdame
- De la Gardie, Jakob (1583–1652), schwedischer Heerführer
- De la Gardie, Johan (1582–1642), schwedischer Staatsmann
- De la Gardie, Magnus Gabriel (1622–1686), schwedischer Feldherr und Staatsmann
- De la Gardie, Magnus Julius (1668–1741), schwedischer General und Staatsmann, Mitglied der Partei der Hüte
- De la Gardie, Maria Sofia (1627–1694), schwedische Gräfin, Hofdame, Bankier und industrielle Unternehmerin
- De la Gardie, Pontus (1520–1585), schwedischer Heerführer und Gouverneur von Livland
- De la Garza, Alana (* 1976), US-amerikanische SchauspielerinAlana de la Garza (* 1976)

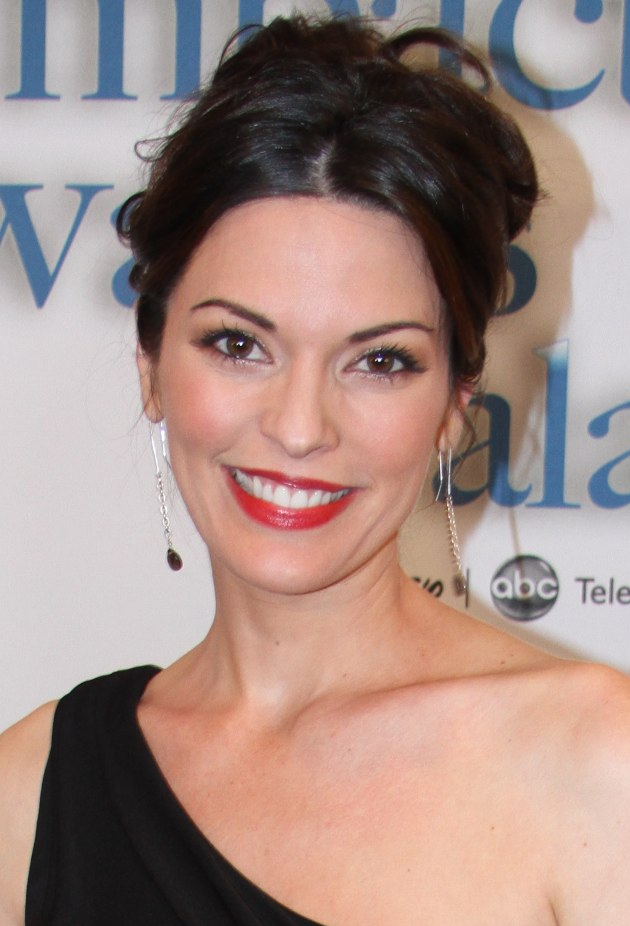
Alana de la Garza (* 1976)

- De la Garza, Kika (1927–2017), US-amerikanischer Politiker
- De La Garza, Madison (* 2001), US-amerikanische Schauspielerin
- De La Ghetto (* 1982), US-amerikanischer Reggaeton-Musiker
- de La Hèle, George (1547–1586), franko-flämischer Komponist und Kapellmeister der Renaissance
- De la Hoese, Jean (1846–1917), belgischer Porträtmaler
- De la Hunty, Shirley Strickland (1925–2004), australische Leichtathletin und Olympiasiegerin
- De La Matyr, Gilbert (1825–1892), US-amerikanischer Politiker
- De La Montanya, James (1798–1849), US-amerikanischer Politiker
- De la Mothe Borglum, John Gutzon (1867–1941), US-amerikanischer Bildhauer
- De la Motte, Lisa (* 1985), eswatinische Schwimmerin
- de La Motte, Louise-Madeleine (1699–1745), Mutter von Madame de PompadourLouise-Madeleine de La Motte (1699–1745)

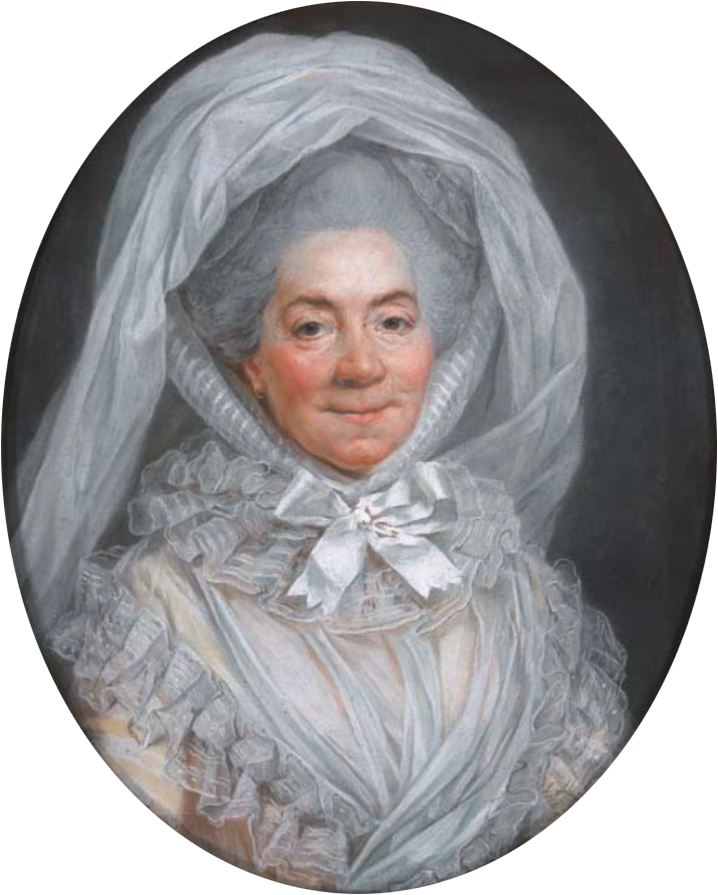
Louise-Madeleine de La Motte (1699–1745)

- De La Motte, Marguerite (1902–1950), US-amerikanische Schauspielerin und Tänzerin
- De la Noy, Kevin (* 1962), britischer Filmproduzent
- De la Peña, Matt, US-amerikanischer Kinder- und Jugendbuchautor
- De la Pole, Edmund, 10. Baronet (1844–1912), britischer Adliger
- De la Pole, Frederick (1850–1926), britischer Adliger
- De la Pole, Hawise (* 1291), walisische Adlige
- De la Pole, John, 6. Baronet (1757–1799), britischer Adliger und Politiker, Abgeordneter des House of Commons
- de la Renta, Óscar (1932–2014), dominikanischer Modedesigner
- De la Rocha, Zack (* 1970), US-amerikanischer Sänger
- De la Roche, Mazo (1879–1961), kanadische Schriftstellerin
- De la Rose, Jacob (* 1995), schwedischer Eishockeyspieler
- De La Rue, Warren (1815–1889), britischer Chemiker, Erfinder und Amateurastronom
- De la Torre, Carlos María (1873–1968), ecuadorianischer Kardinal und Erzbischof von Quito
- De la Tour, Frances (* 1944), britische SchauspielerinFrances de la Tour (* 1944)

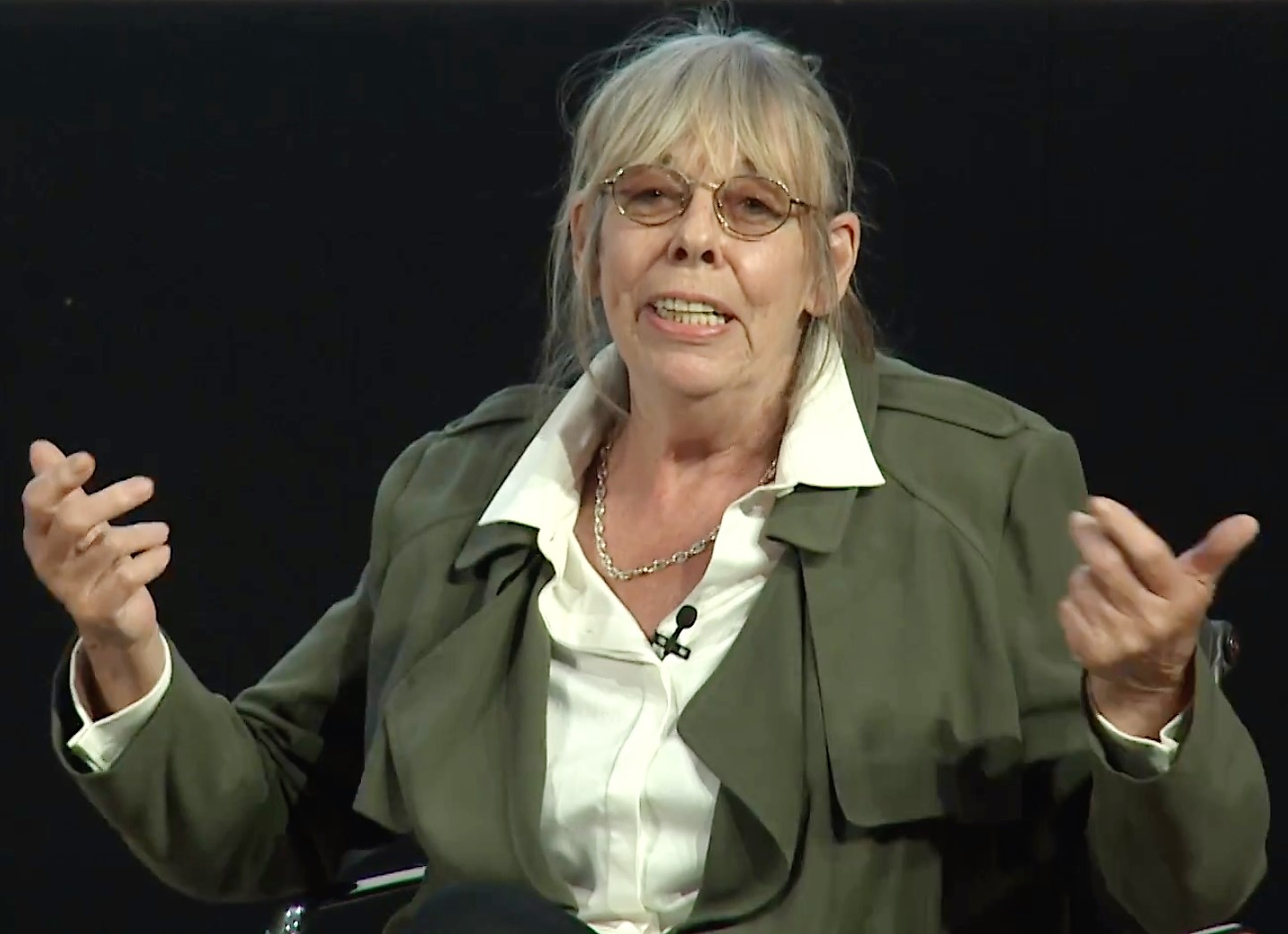
Frances de la Tour (* 1944)

- De La Vallée Poussin, Charles-Jean (1866–1962), belgischer Mathematiker
- De la Varre, André (1904–1987), US-amerikanischer Filmregisseur und Filmproduzent
- De la Vega, Ana, australische klassische Flötistin
- De Lacy, Charles John (1856–1929), britischer Maler, Grafiker und Illustrator, dessen Schwerpunkt Bilder mit maritimen Motiven waren
- De Lacy, Hugh (1910–1986), US-amerikanischer Politiker
- De Laet, Aloïs (1866–1949), belgischer Landschafts- und Figurenmaler
- De Laet, Johan Alfried (1815–1891), flämischer Schriftsteller
- De Laet, Ritchie (* 1988), belgischer Fußballspieler
- De Lage Sumter, Thomas (1809–1874), US-amerikanischer Politiker
- De Lai, Gaetano (1853–1928), italienischer Kurienkardinal
- De Lain, Evelina (* 1977), britisch-ukrainische Pianistin, Komponistin und Jazzmusikerin
- De Lancey, James (1703–1760), Gouverneur der britischen Kolonie New York
- De Lancie, John (* 1948), US-amerikanischer Schauspieler und SynchronsprecherJohn de Lancie (* 1948)

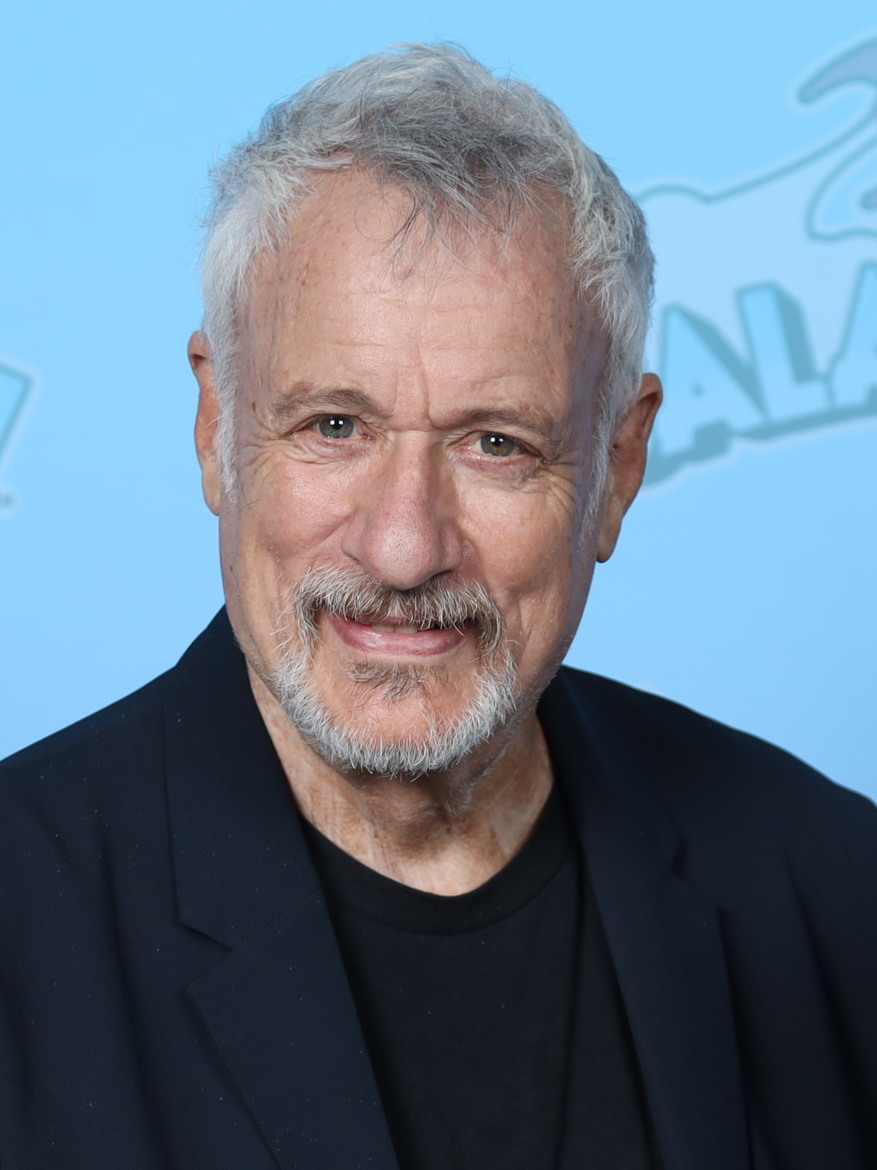
John de Lancie (* 1948)

- De Lancie, Keegan (* 1984), US-amerikanischer Film- und Theaterschauspieler sowie Comedian
- De Landa, Manuel (* 1952), mexikanischer Schriftsteller, Künstler und Philosoph
- de Lange, Jeffrey (* 1998), niederländischer Fußballtorwart
- De Lange, Tristan (* 1997), namibischer Radsportler
- De Lano, Milton (1844–1922), US-amerikanischer Jurist und Politiker
- De Lara, Adelina (1872–1961), britische Pianistin, Komponistin und Klavierlehrerin
- De Large, Robert C. (1842–1874), US-amerikanischer Politiker
- de Lastours, Élie (1874–1932), französischer Tennisspieler
- De Lathouwer, Edmond (1916–1994), belgischer Radrennfahrer
- De Lathouwer, Léon (1929–2008), belgischer Radrennfahrer
- De Latour, Marie, flämische Malerin und Graveurin
- De Latre, Jean († 1569), franko-flämischer Komponist, Sänger und Kapellmeister der Renaissance
- De Laubenfels, David John (1925–2016), US-amerikanischer Botaniker und Geograph
- De Launay, Edoardo (1820–1892), sardinischer, später italienischer Diplomat
- De Laurentiis, Aurelio (* 1949), italienischer Filmproduzent und Fußballfunktionär
- De Laurentiis, Dino (1919–2010), italienischer FilmproduzentDino De Laurentiis (1919–2010)

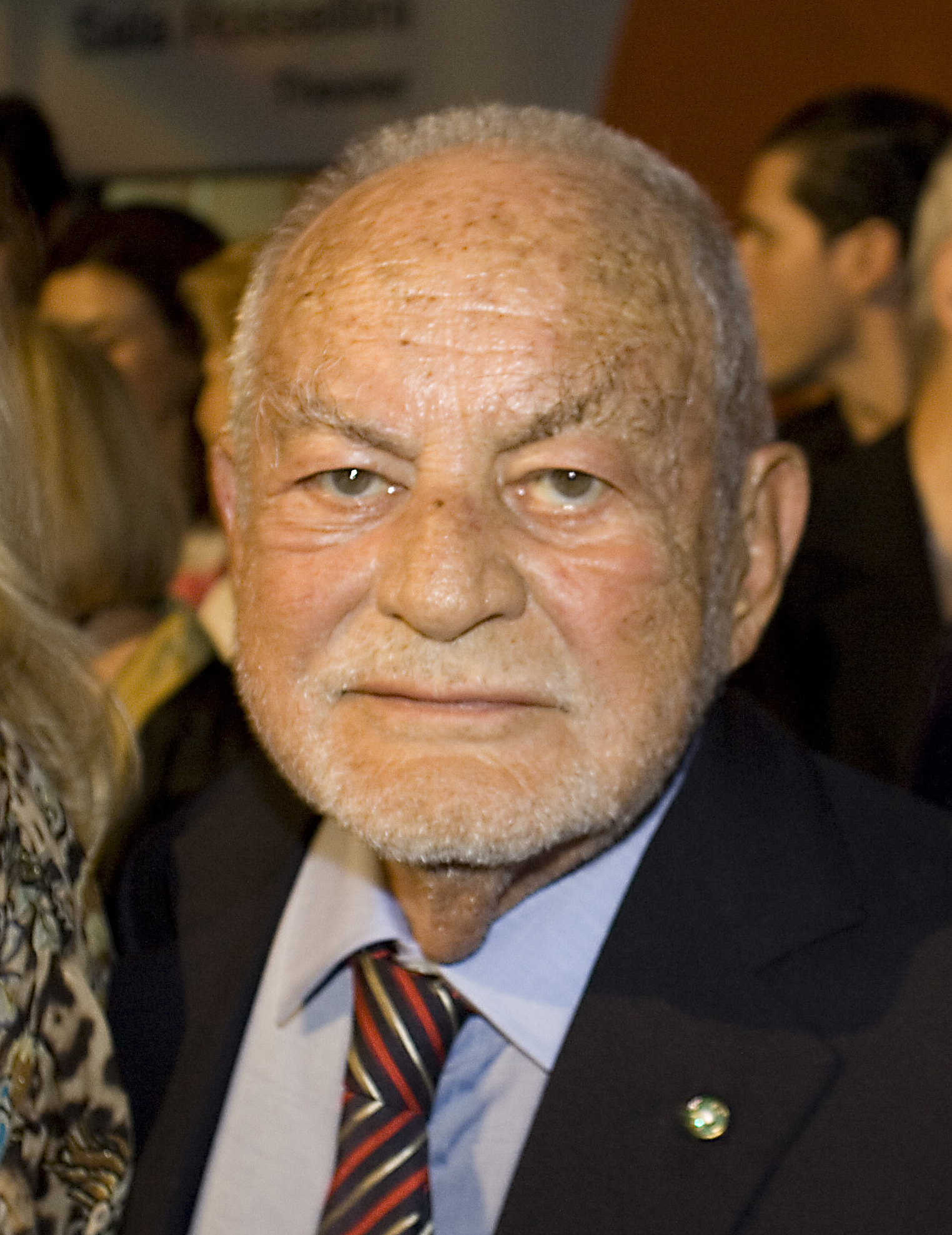
Dino De Laurentiis (1919–2010)

- De Laurentiis, Martha (1954–2021), US-amerikanische Filmproduzentin
- De Laurentiis, Raffaella (* 1954), italienische Filmproduzentin
- De Lautour, David (* 1982), neuseeländischer Schauspieler
- De Laval, Erik (1888–1973), schwedischer Pentathlet
- De Laval, Georg (1883–1970), schwedischer Sportschütze und Moderner Fünfkämpfer
- De Laval, Gustav (1845–1913), französisch-schwedischer Ingenieur
- De Laval, Patrik (1886–1974), schwedischer Sportschütze und Moderner Fünfkämpfer
- De Laveleye, Victor (1894–1945), belgischer Politiker, Jurist und Sportler

### De Le
- De Léan, Catherine (* 1980), kanadische Schauspielerin
- De Leath, Vaughn (1894–1943), US-amerikanische Sängerin
- De Leeuw, Jan (* 1968), belgischer Psychologe und Jugendbuchautor
- de Leeuw, Juna (* 2001), niederländische Schauspielerin
- De Leeuw, Lisa (* 1958), US-amerikanische Pornodarstellerin
- De Leeuw, Nata (* 1991), kanadische Skispringerin
- De Leeuw, Yukon (* 1993), kanadischer Skispringer, Nordischer Kombinierer, Freestyle-Skier und Musiker
- De Lellis, Camillo (* 1976), italienischer MathematikerCamillo De Lellis (* 1976)

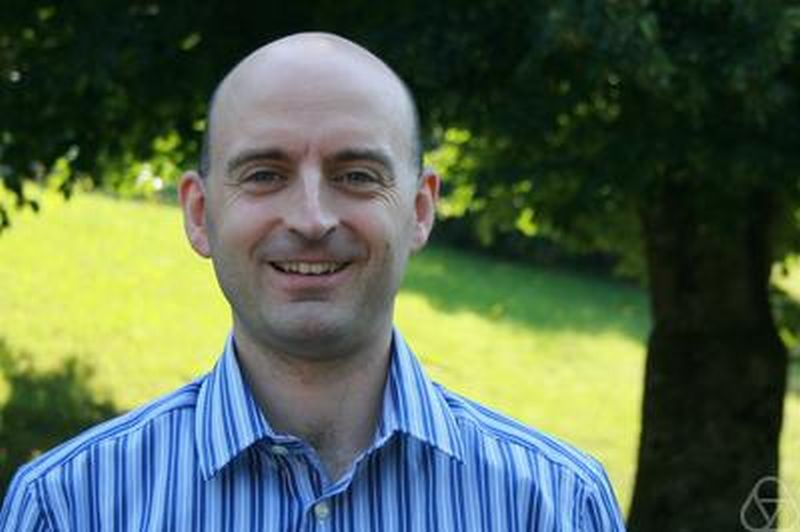
Camillo De Lellis (* 1976)

- De Leo, Antonello (* 1965), italienischer Filmregisseur
- De Leo, John (* 1970), italienischer Sänger und Komponist
- De León, Carlos (1959–2020), puerto-ricanischer Boxer
- De Leon, Daniel (1852–1914), US-amerikanischer Sozialist
- De Leon, JoEllen Marie Sigua (* 1993), philippinisch-US-amerikanische Fußballspielerin
- De León, Kevin (* 1966), US-amerikanischer Politiker
- De León, Selvin (* 1980), belizisch-guatemaltekischer Fußballspieler
- de León, Yerenis (* 1995), panamaische Fußballspielerin
- De Leonardis, Massimo (* 1949), italienischer Politologe und Militärhistoriker
- De Leonibus, Francesco (1933–2005), italienischer Autorennfahrer
- De L’Escaille de Lier, Bernard (1874–1957), belgischer Botschafter
- De Lesseps, Luann (* 1965), US-amerikanische Sängerin, Schauspielerin, Autorin, Model und Designerin
- De Leyburn, William, 1. Baron Leyburn († 1310), englischer Adliger und Militär

### De Li
- De Lie, Arnaud (* 2002), belgischer Radrennfahrer
- De Liguoro, Eugenio (1895–1952), italienischer Schauspieler und Filmregisseur
- De Liguoro, Rina (1892–1966), italienische Pianistin und Schauspielerin mit großen Erfolgen beim Stummfilm
- De Liguoro, Wladimiro (1893–1968), italienischer Schauspieler und Filmregisseur
- De Lillo, Antonietta (* 1960), italienische Regisseurin
- De Lillo, Domenico (* 1937), italienischer Radrennfahrer und Sportfunktionär
- De Lima, Edna (1879–1968), US-amerikanische lyrische Sopranistin und Übersetzerin
- De Lima, Stephanie (* 1988), kanadische Wasserspringerin
- De Lint, Charles (* 1951), kanadischer Fantasy-Autor und Musiker
- De Lisi, Benedetto (1831–1875), italienischer Bildhauer
- De Lisi, Nicolò (* 2001), Schweizer Radsportler
- De Lisle, Heather (* 1976), US-amerikanische, freie Fernsehmoderatorin
- De Lisle, Henry de Beauvoir (1864–1955), britischer General im Ersten Weltkrieg
- De Lisle, Rik (* 1947), US-amerikanischer Radiomoderator in DeutschlandRik De Lisle (* 1947)

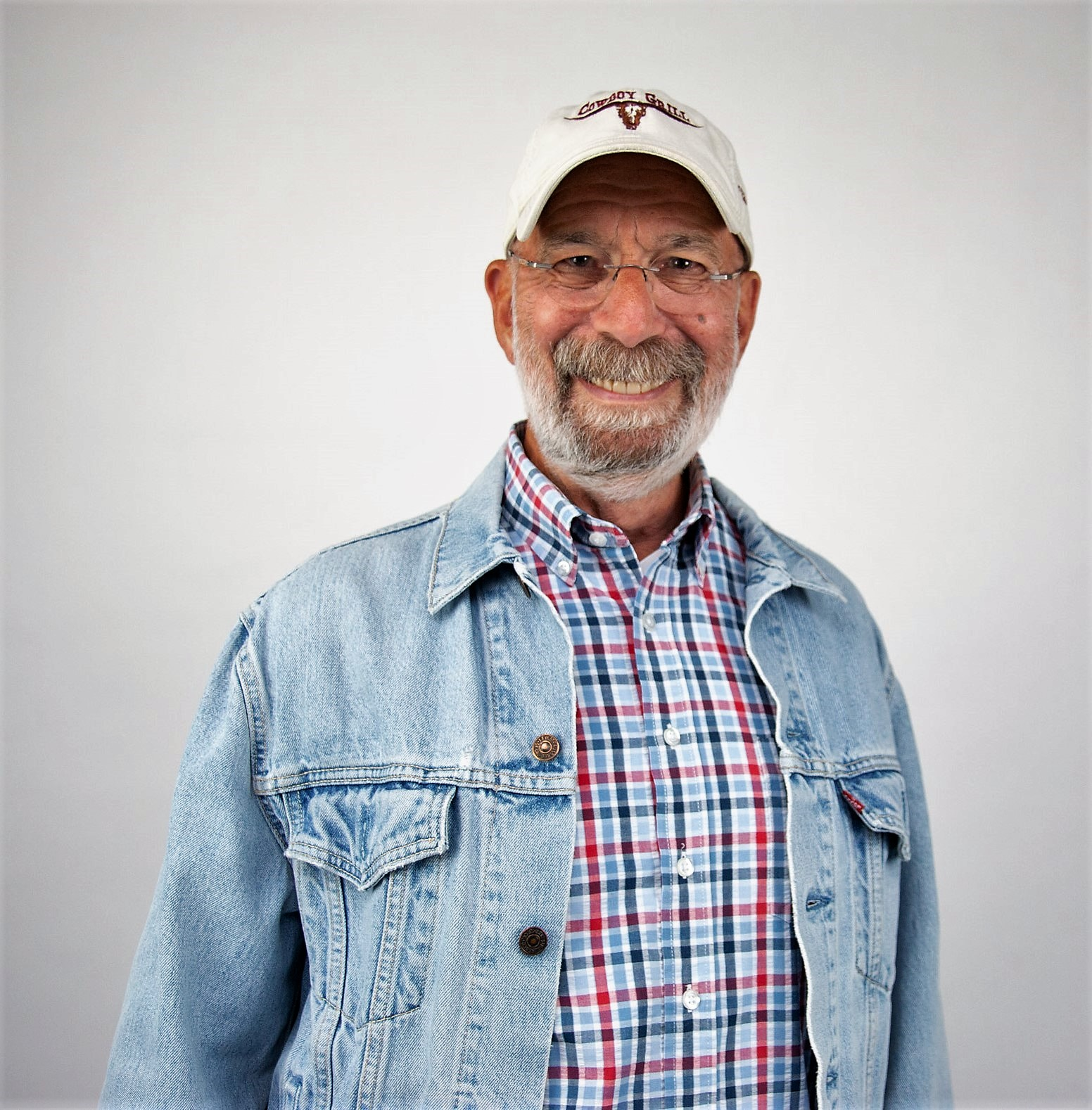
Rik De Lisle (* 1947)

- De Liva, Ottavio (1911–1965), italienischer Geistlicher, römisch-katholischer Erzbischof und Diplomat des Heiligen Stuhls

### De Lo
- De Loecker, Stefan (* 1967), belgischer Manager
- De Lollis, Cesare (1863–1928), italienischer Literaturkritiker, Historiker, Romanist, Italianist, Hispanist, Provenzalist und Germanist
- De Lone, Erika (* 1972), US-amerikanische Tennisspielerin
- De Longis, Anthony (* 1950), US-amerikanisch-kanadischer Schauspieler, Stuntman und Choreograf
- De Loof, Romain (* 1941), belgischer Radrennfahrer
- De Loore, Joris (* 1993), belgischer Tennisspieler
- De Looze, Bram (* 1991), belgischer Jazzmusiker (Piano)
- De Lorenzi, Carlo, italienischer Skispringer
- De Lorenzi, Christian (* 1981), italienischer Biathlet
- De Lorenzis, Laura (* 1974), italienische Ingenieurwissenschaftlerin und Hochschullehrerin
- De Lorenzo, Giovanni (1907–1973), italienischer Offizier und Politiker
- De Lorenzo, Leonardo (1875–1962), US-amerikanischer Flötist, Komponist und Hochschullehrer
- De los Reyes, Kamar (1967–2023), US-amerikanischer SchauspielerKamar de los Reyes (1967–2023)

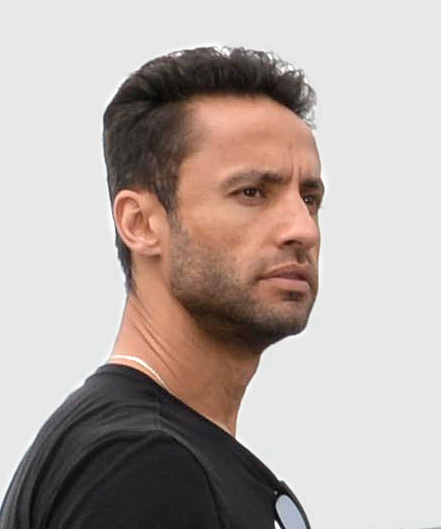
Kamar de los Reyes (1967–2023)

- De Los Rios, Alexander (* 1992), deutscher Eishockeyspieler
- De Løvenørn, Poul Vendelbo (1686–1740), dänischer Heeresoffizier

### De Lu
- De Luca, Alan (* 1960), italienischer Diskjockey, Fernsehmoderator, Komiker und Schauspieler
- De Luca, Angelo (1904–1975), italienischer Politiker, Senator und Minister
- De Luca, Antonino (1805–1883), italienischer Kardinal und Bischof
- De Luca, Antonio (* 1956), italienischer Ordensgeistlicher, Bischof von Teggiano-Policastro
- De Luca, Augusto (* 1955), italienischer Künstler und Fotograf
- De Luca, Christine (* 1947), schottische Poetin und Schriftstellerin
- De Luca, Deborah (* 1980), italienische DJ und Techno-ProduzentinDeborah De Luca (* 1980)

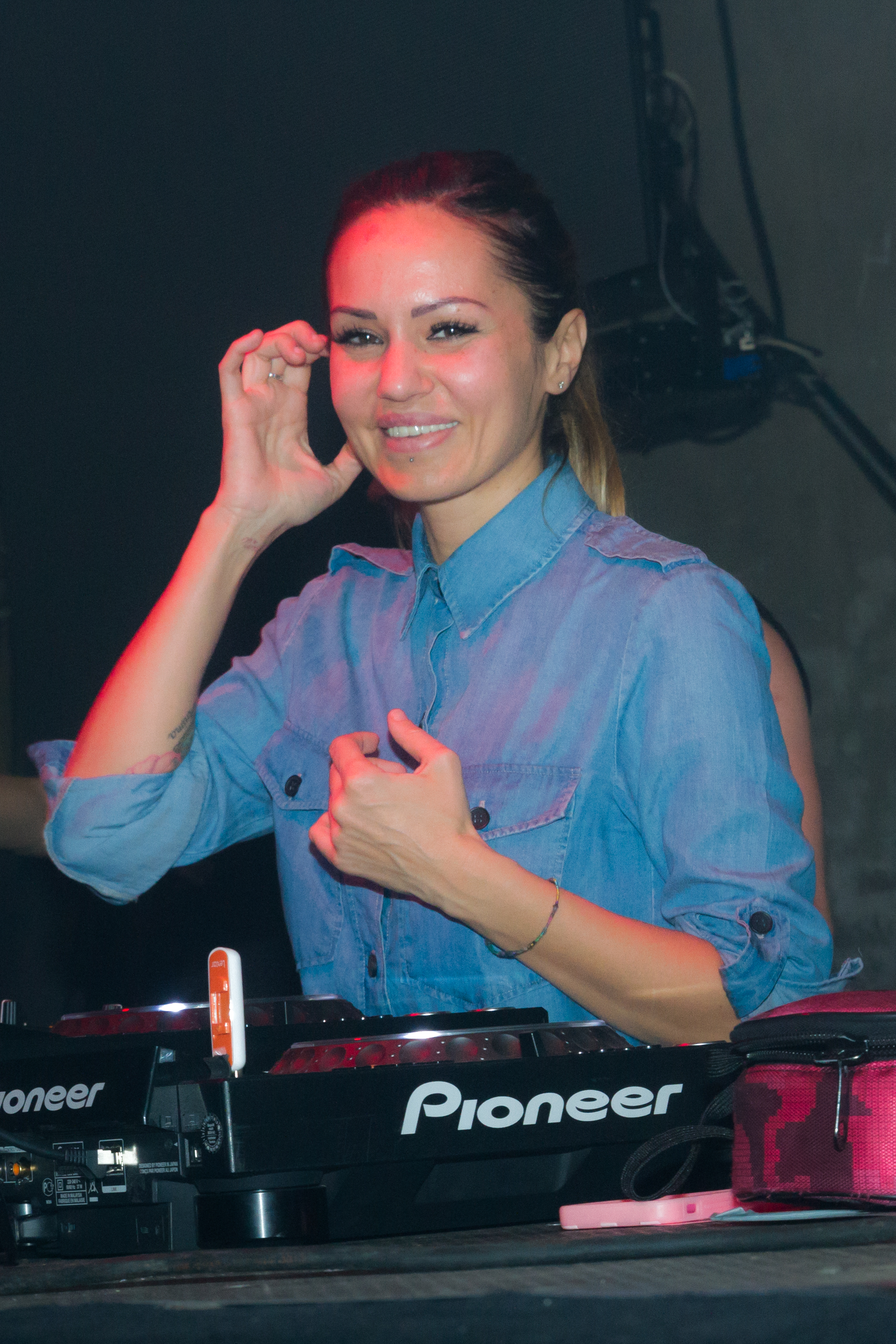
Deborah De Luca (* 1980)

- De Luca, Ernesto William (* 1976), deutscher Computerlinguist, Informatiker und Hochschullehrer
- De Luca, Erri (* 1950), italienischer Schriftsteller und Übersetzer
- De Luca, Gianfranco (* 1949), italienischer römisch-katholischer Geistlicher, emeritierter Bischof von Termoli-Larino
- De Luca, Gianni (1927–1991), italienischer Comiczeichner
- De Luca, Giovanni Battista (1614–1683), italienischer Rechtsgelehrter und Kardinal der Römischen Kirche
- De Luca, Giuseppe (1876–1950), italienischer Opernsänger (Bariton) und Gesangspädagoge
- De Luca, Giuseppe (* 1991), italienischer Fußballspieler
- De Luca, Joseph (1890–1935), italienisch-amerikanischer Musiker und Komponist
- De Luca, Lorella (1940–2014), italienische Schauspielerin
- De Luca, Lorenzo (* 1987), italienischer SpringreiterLorenzo de Luca (* 1987)

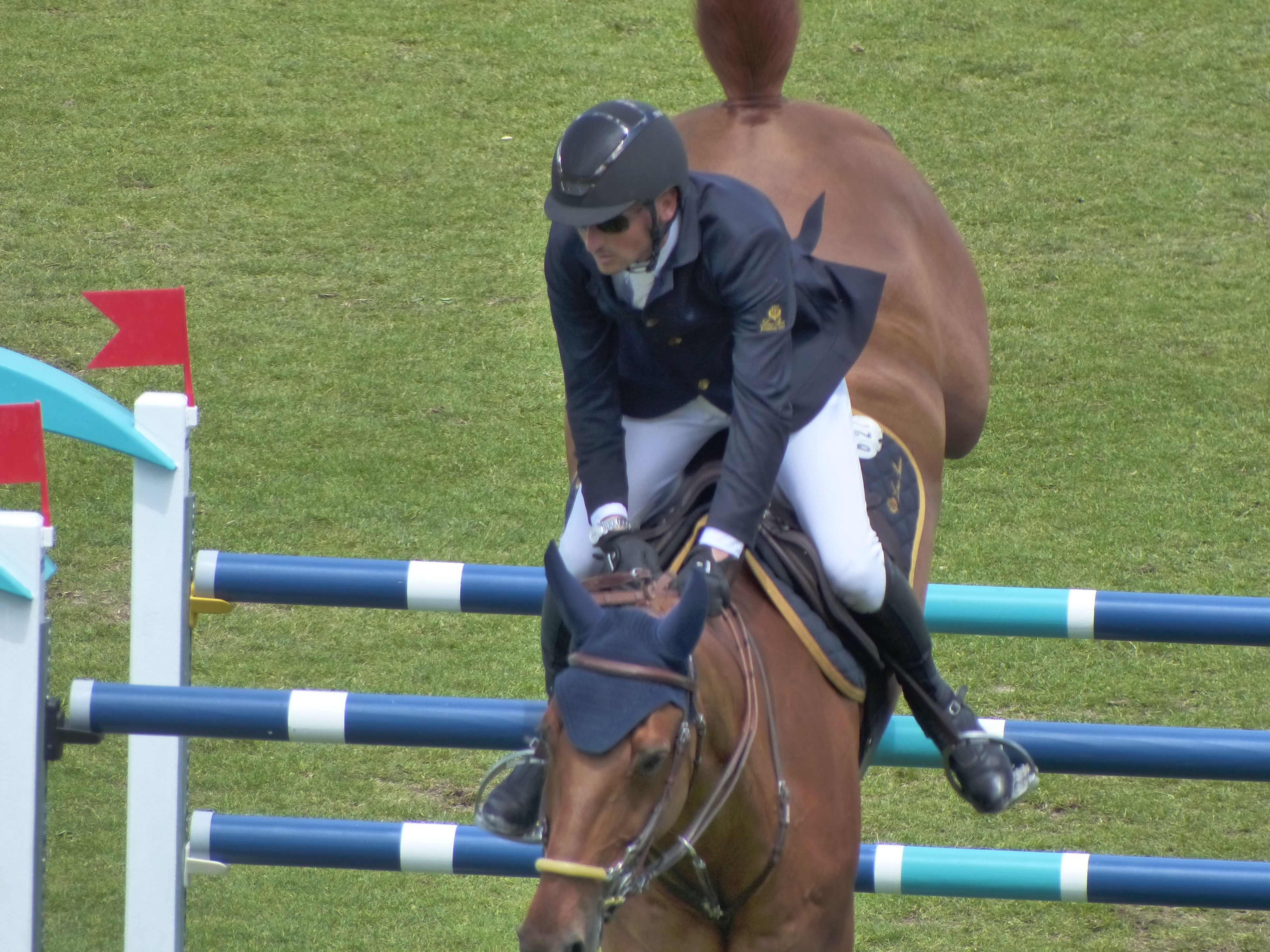
Lorenzo de Luca (* 1987)

- De Luca, Marco (* 1981), italienischer Geher
- De Luca, Michael (* 1965), US-amerikanischer Filmproduzent
- De Luca, Michele (* 1956), italienischer Biochemiker
- De Luca, Pupo (1926–2006), italienischer Schauspieler, Drehbuchautor und Jazzmusiker (Schlagzeug)
- De Luca, Vincenzo (* 1949), italienischer Politiker
- De Lucca, Yargo (1925–2008), kanadischer Maler, Grafiker und Skulpteur
- De Lucchi, Michele (* 1951), italienischer Designer
- De Luce, Daniel (1911–2002), amerikanischer Journalist
- De Lucia, Alfonso (* 1983), italienischer Fußballtorhüter
- De Lucia, Fernando (1860–1925), italienischer Opernsänger (Tenor)
- De Lucia, Jon (* 1980), US-amerikanischer Jazzmusiker (Saxophon, Klarinette)
- de Luget, Guy (1884–1961), französischer Florettfechter
- De Lugo, Ron (1930–2020), US-amerikanischer Politiker
- De Luigi, Filippo (1938–2020), italienischer Film- und Fernsehschaffender
- De Luigi, Marco (* 1978), san-marinesischer Fußballspieler